# Hysiella nigricornis
Hysiella nigricornis – gatunek prostoskrzydłych z rodziny szarańczowatych i rodzaju Hysiella.

## Opis
Gatunek ubarwiony brązowawo-oliwkowozielono. Czułki czarne z ochrowymi wierzchołkami. Wzdłuż głowy i bocznych płatów przedplecza, aż po podstawę tylnych ud biegnie czarny wąski pas, a poniżej niego szeroki pas żółtawy. Zewnętrzna strona tylnych ud żółtawa z czarnym, piłkowanym na dole, pasem w jej górnej części. Strona wewnętrzna tylnych ud pomarańczowo-czerwona, tylnych kolan czarna. Tylne golenie ciemnooliwkowo-zielone, niżej prawie czarne. Stopy oliwkowozielone. Długość ciała samców wynosi 19 mm, zaś samic od 27,5 mm do 36,5 mm.

## Występowanie
Gatunek ten jest endemitem Madagaskaru.